# Gil Garcés d'Azagra
Gil Garcés de Azagra (també conegut com a Egidio o Gil García de Azagra) va ser un noble aragonès fill del matrimoni format per Teresa de Hinojosa o Hinestrillas i García Ruiz de Azagra, germà dels dos primers senyors d'Albarrasí. Era net per via materna de Miguel Muñoz de Hinojosa i Sancha de Hinestrillas, i per tant, cosí de Rodrigo Jiménez de Rada.
No es coneix exactament quan va néixer. La primera notícia que se'n té és de l'any 1185, quan rep la seua part de Deza com a fill de Teresa de Hinojosa, juntament amb el seu oncle Martín de Hinojosa, bisbe i abat d'Huerta.
Es va casar amb Toda Ladrón (parenta de Teresa Gil de Vidaurre, una de les mullers de Jaume I). En el testament de Toda Ladrón s'evidencia que Gil Garcés va governar Móra (avui Mora de Rubielos), antic domini del seu sogre Pero Ladrón, alferes de Pere el Catòlic.
Des de juliol de 1202 fins a desembre de 1204 apareix confirmant diplomes d'Alfons VIII i en 1214 jura fidelitat al rei nen Jaume I. En 1221 obté del seu cosí Rodrigo Jiménez de Rada els feus dels castells de Mira, Serra i Serreilla.
Gil Garcés de Azagra degué morir vers 1237, quan la seva vídua Toda Ladrón testa tenint com a marmessors el seu propi germà i el rei Jaume I durant el setge de València. El testament esmenta, a més del seu hereu i fill, Gil Garcés II, a una filla, María Gil, i a una neta, Elvira Gil.
Hi ha dubtes sobre el lloc on degué ser enterrat. Segons el seu testament de 1201, va demanar se sepultat al monestir de Santa Maria de Huerta, al qual va fer diverses donacions. Antonio Ponz, al segle xviii, afirma que va veure una inscripció al monestir d'Huerta que deia: «Aquí jeuen soterrats els nobles cavallers Gil Garcés, don Diego Muñoz i don Garcia Muñoz, que van ser nets del generós cavaller Nuño Sanchez el Noble», la qual cosa deixa entendre que es va complir la seva darrera voluntat. Tanmateix, en 1228 es va fer frare de l'orde de Sant Jaume, que regularment lligava les donacions a enterraments a les seves esglésies, la qual cosa ha dut a creure si no podria haver estat enterrat a l'església santiaguista de San Marcos, a Terol.